# Franz Sonntag

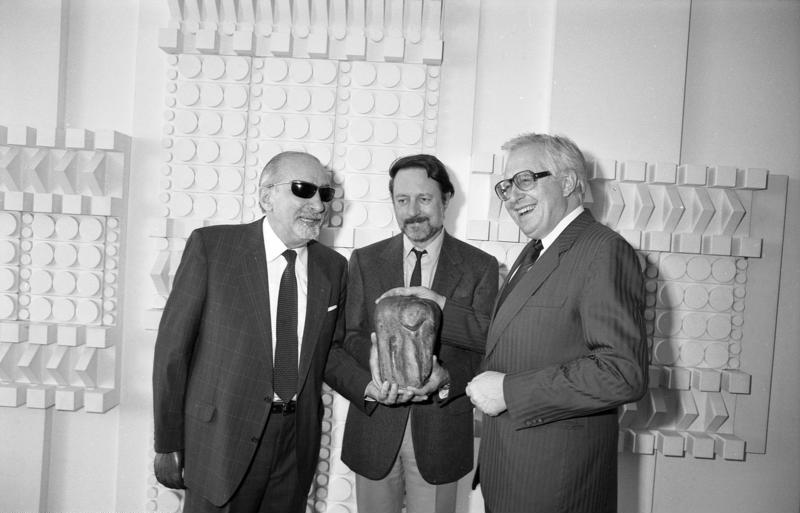
Franz Sonntag (links) mit Ror Wolf (Mitte) und Bernhard Vogel (rechts) mit den Hörspielpreis der Kriegsblinden 1988

Franz Sonntag (* 24. Dezember 1922; † 21. April 1996 in Stuttgart) war ein deutscher Verbandsfunktionär, der sich rund 50 Jahre für die Entschädigung und berufliche Integration der Kriegsblinden engagierte. Über 30 Jahre lang war er Vorsitzender des Bundes der Kriegsblinden Deutschlands.

## Werdegang
Während seines Einsatzes im Zweiten Weltkrieg in Nordafrika erblindete Sonntag am 19. Februar 1943. Sein Jura-Studium schloss er mit der Promotion ab. Nach dem Krieg arbeitete er als Verwaltungsjurist, zuletzt mit der Amtsbezeichnung Ministerialrat.
Seit 1954 war er Landesverbandsvorsitzender und von 1965 bis zu seinem Tod Bundesvorsitzender des Bundes der Kriegsblinden Deutschlands. 
1966 gründete er den Internationalen Weltblinden-Kongreß, dem Kriegsblinden-Organisationen aus Europa, den USA und Asien angehörten, und dessen Präsident er bis 1994 war. Von 1979 bis 1984 amtierte er zugleich als Präsident der International Federation of the Blind (IFB).

## Ehrungen
- 1973: Großes Verdienstkreuz der Bundesrepublik Deutschland[3]
- 1979: Verdienstmedaille des Landes Baden-Württemberg
- 1983: Großes Verdienstkreuz mit Stern des Verdienstordens der Bundesrepublik Deutschland
- 1989: Komtur des Verdienstordens der Italienischen Republik
- Bayerischer Verdienstorden
- Ritter des Nationalordens der Französischen Ehrenlegion